# Ballerina (安室奈美恵の曲)
「Ballerina」（バレリーナ）は、日本の元女性歌手、安室奈美恵の4作目の配信限定シングル。

## 解説
配信リリースとしては、前作『Neonlight Lipstick』からわずか、7日足らずでのスパンでリリースされた。なお、本作と前作は後に41枚目のシングル『TSUKI』のカップリング曲として初CD化された。
表題曲は、FASHION'S NIGHT OUT 2013 GUCCI×VOGUE JAPAN×NAMIE AMURO コラボ企画起用楽曲、レコチョク TV-CMソング。この曲も「Neonlight Lipstick」と同じく2013年10月9日から先行配信された。ミュージック・ビデオには、GUCCIの2013〜14年秋冬コレクションを身にまとった安室が登場している。

## 収録曲
作詞・作曲：Gennessee Lewis, Cait La Dee, Wolfgang Gartner, P.O.S. / 編曲：Wolfgang Gartner
1. Ballerina [2:57]
  - レコチョク TV-CMソング